# 32e régiment du génie
Le 32e régiment du génie (32e RG) est un ancien régiment du génie de l´armée française créé en 1923 et dissous le 21 juin 1991 à la fin de la guerre froide.

## Historique

### Entre-deux-guerres
- Création en 1923 du 32e bataillon du génie[1] en même temps que le 45e  bataillon du génie à partir des éléments du 19e bataillon du génie dissous, il est stationné en Algérie à Hussein Dey dans la proche banlieue est d'Alger en Afrique du Nord.
- En 1925, le bataillon s'illustre lors de la campagne du Rif au Maroc.
- fusion avec le 45e  bataillon du génie le 15 octobre 1935 pour donner naissance au 19e  régiment du génie
- dissolution le 2 septembre 1939 à la veille de la Seconde Guerre mondiale

### Seconde Guerre mondiale
- En 1943, il est renommé 83e bataillon du génie au sein de la 3e division d'infanterie algérienne et se distingue pendant les campagnes d'Italie, de France et d'Allemagne.

### Depuis 1945
- en 1946, il est renommé en 32e  bataillon du génie[1]
- transformé en 32e  régiment du génie en 1960[1] Il fait partie des Forces françaises en Allemagne
- en 1966, il reprend les moyens des Forces maritimes du Rhin à la dissolution de celles-ci.

## Drapeau
Il porte, cousues en lettres d'or dans ses plis, les inscriptions suivantes:
- Italie 1943-1944
- Vosges 1944
- Allemagne 1945

## Décorations
Croix de guerre 1914 1918 fourragère verte et rouge à la couleur du ruban de la décoration

## Historique des garnisons

### Après 1945
- en garnison au quartier Normand à Spire de 1960 à 1973
- en garnison au quartier Vauban à Vieux-Brisach de 1973 à 1978[3]
- en garnison aux quartier Voisin, quartier Berthezene et quartier Bertin à Kehl et quartier Monraisse à Linx de 1978 à 1991[4],